# 巴黎公交路网
巴黎公交路网（法語：Réseau de bus RATP）是位于法国巴黎及其近郊的公交路网，由巴黎大众运输公司（RATP） 负责运营，对巴黎地铁、法兰西岛大区快铁等铁路客运服务起互补作用，路网的组织和资金来源由法蘭西島運輸聯合會 (Syndicat des transports d'Île-de-France, STIF) 负责。2010年，该路网包括346条公交线路，总长度达到3861公里，年客流量超过10亿人次。

## 历史

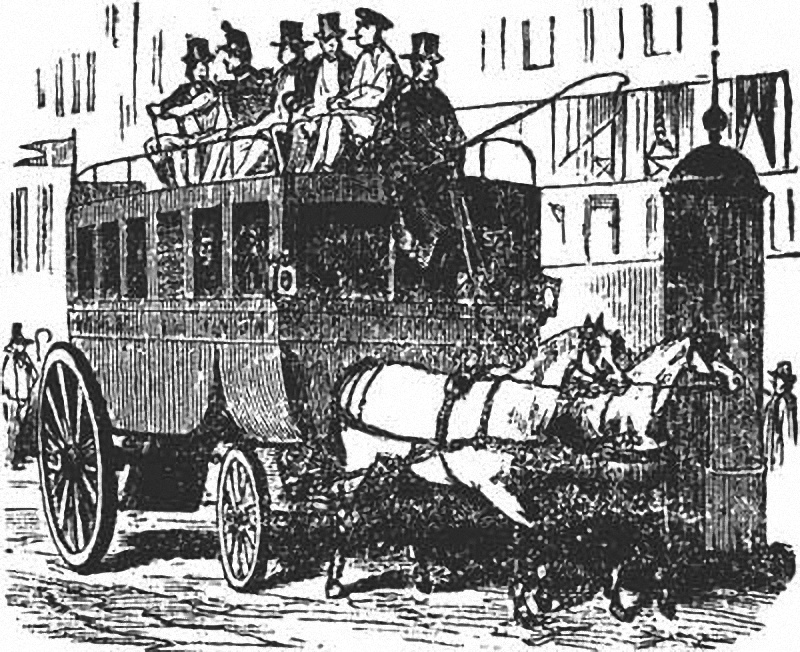
19世纪行走于巴黎的马车

### 马车时代
巴黎公交路网的历史可以追溯到1662年，由路易十四授权帕斯卡成立公司运行四轮马车公交。首条马车公交于当年3月18日投入运营，行走卢森堡宫和圣安托万门 (Porte de Saint-Antoine)之间。随后的4月至7月，另外5条线路也陆续开通。不过由于巴黎议会禁止士兵和民兵乘坐马车，加上票价昂贵，这些线路仅存在了15年就宣告停开。
1828年，巴黎公交路线重新开通，线路共计10条。这一次客流量增长迅速，6个月内就有200万人乘坐。1830年以后，巴黎已经有10家公交公司，线路达到40余条，车辆超过100辆。1855年2月22日颁布的帝国法令使得上述公交公司合并，成立公交车总公司 (Compagnie générale des omnibus, CGO)。CGO在此后的30年内一直是巴黎及近郊公交线路的唯一一家运营商。

### 汽车时代

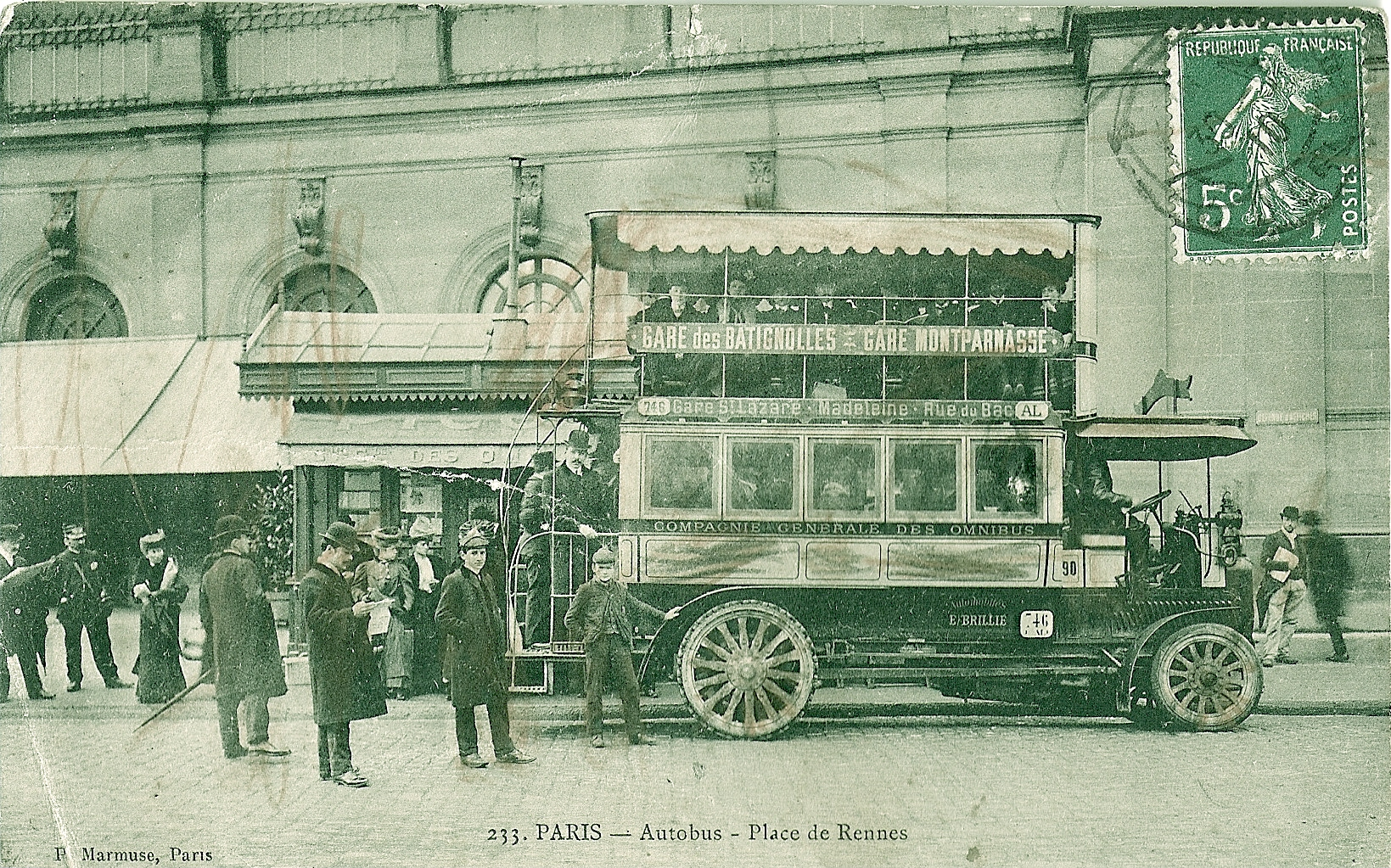
Schneider Brillié P2型汽车

1906年6月11日，巴黎开通了首条采用汽车的公交线路，连接蒙马特和拉丁区一带，汽车型号为Schneider Brillié P2型，高4.25米，长6.24米，可以容纳32人，车身呈乳黄色，共有两层，上层还有一层顶棚覆盖。不过自1910年开始，P2的后续型号P3型去掉了顶层，回归传统的单层公交，1912年P3型全面取代了P2型。在那几年当中，巴黎又开通了多条采用汽车的公交线路，1913年1月11日，马车走进了历史。
P2和P3型的公交汽车尽管存在尾气污染问题，但和马车相比，汽车速度更快，更舒适。接下来的几年内，这种公交汽车进行了多次现代化改造，包括照明，暖气等，行驶时速也达到了20公里。1910年5月31日起，CGO同时运行公交车路网和电车路网。1910至1914年，CGO对路网进行了现代化改造，废止原来的转乘票，采用新的分段计费系统，一等票15生丁，二等票10生丁，以及增开夜车，和大型比赛，节日期间的特殊班次，以方便乘客出行。
1914年，CGO的公交路网达到245公里，电车路网则达到923公里。

### 一战期间
一战爆发后，公交路网被军事部门完全征用，其中120辆公交车被立即送往前线运输物资和人员。其中有几辆就被用于第一次马恩河战役，索姆河战役和凡尔登战役。而巴黎市内的公交运行也因此大受影响。到1918年，在巴黎的公交车仅剩下100辆左右，1919年，战前的43条线路只剩下25条还在运行。随后，新型公交车Schneider H逐步投放，公交线路才逐渐全面恢复正常运行。不过持续不降的票价却使得公司的财政状况不断恶化，并引发员工罢工，要求加薪。加薪后，财政状况更加糟糕。

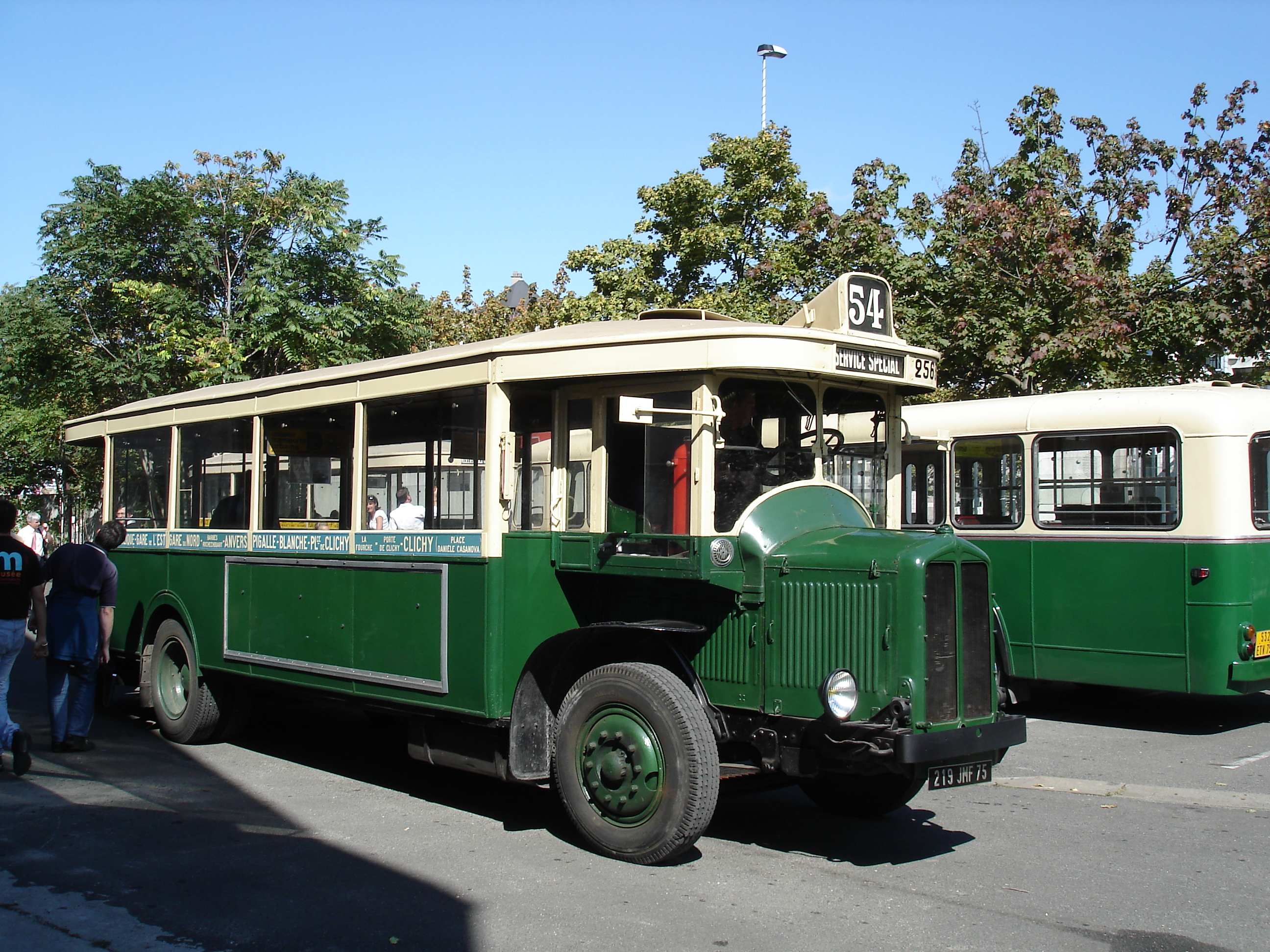
1930年代的公交车

### 巴黎公交公司时期
随着CGO的财政状况不断恶化，它的生命也到头了。1921年1月1日起，CGO和其它多家公共交通公司被相关法令整合进新成立的巴黎公交公司 (Société des transports en commun de la région parisienne, STCRP)。之后，STCRP负责路面电车，公交路网以及水上交通等巴黎地面交通的运营。
STCRP仍然继续对路网进行现代化改造。1923年，更加宽大且配备电灯的新车Schneider H6投入公交E线 (玛德莲-巴士底) 运行。1929年，公交车又配备了橡胶轮胎，以增加乘坐舒适度。1925年的年客流量达到3.45亿。
1920年代中期，随着私家车数量的增长和石油财阀势力的壮大，路面电车的生存受到严重威胁。从1930年开始，在政治压力下，STCRP于短期内停开了各条电车线，以公交车取代：1930年尚有3700辆电车，1700辆公交车; 1934年电车数量锐减到1600辆，公交车数量则增至2900辆; 1936年电车仅剩348辆，公交车数量也不过才增至3600辆; 1938年电车从巴黎市区消失，凡尔赛则直到1957年，固有的电车车厂陆续被转变为公交车车厂。客流量偏低的巴黎环城铁路 (Ligne de Petite Ceinture) 亦在同期被关闭，环城公交车PC线取而代之。

### 二战期间
二战前夜的1939年8月23日，公交路网再度受到军事征用，但111条公交线路都以缩减模式继续运行下去，直到1940年5月。6月德军占领巴黎，公交车全部停开，不过到了8月又重新开始营运。在当时，由于物资紧缺，STCRP想尽各种办法来延续公交服务，包括更换各种燃料。不过由于物资缺乏严重，1942年年初公交车剩下511辆。
维希政权强制性的要求STCRP的地面公交路网和巴黎城铁公司 (Compagnie du chemin de fer métropolitain de Paris, CMP) 的地铁路网于1942年1月1日起合并，并由CMP负责运营。在这种情况下，两家公司只得无为而治，顶多修改一下各自的收费系统来保持彼此之间的一致性。
在此期间，由于燃料短缺，无轨电车开始投入运行。两条线路率先使用了无轨电车，战后的1950年和1953年又有另外两条线使用，直至1966年3月废止。

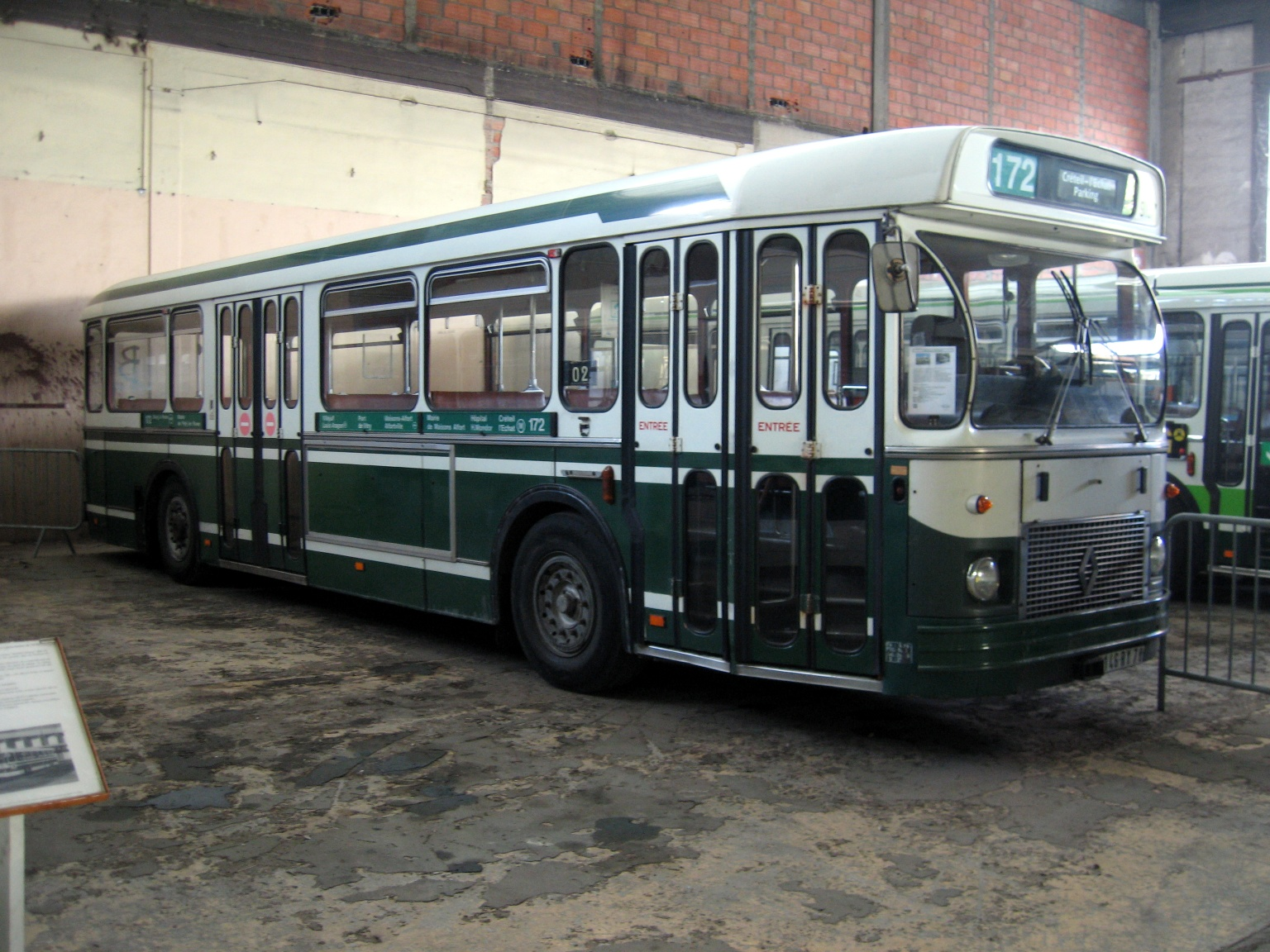
1965至1988年使用的SC10型巴士

### 战后发展
1945年1月3日，公共施工部部长勒内·梅耶 (René Mayer) 临时接管巴黎交通。在当时，他不仅要负责维持公共交通系统的正常运营，还要设法创立一个新的交通运营公司。此后的几年内，巴黎公交路网慢慢恢复，而CMP和STCRP的继任者RATP亦在1949年成立并负责运营地铁和公交。
从1950至1962年，尽管经济不景气，RATP又给路网投放了1700辆新车，并且不间断的进行自动化改造。1960年，公交路网的客流量达到了8.5亿，但此后随着私家车数量的暴增，路面交通日渐拥堵，公交车的效率大打折扣，对通勤族失去吸引力，1973年，客流量又下降至5亿。
同时，RATP对公交路网进行了一次重新组织和定位。公交路网在巴黎市区作为地铁路网的补充，用于服务没有或较少地铁覆盖的片区，以及缓解地铁客流压力较大的地段，另外还服务于一些主要观光景点。在近郊，公交路网则作为地铁的延伸，在远郊则连接各个铁路车站。各条线路也根据自身的起讫站地理位置进行了重新编号以便于管理。
RATP对路网投放新车，同时又于1964年1月15日开辟了第一条公车专用道，长1公里，位于卢浮宫附近滨河路上，使用效果良好。之后几年内，尽管巴黎商人对此持保守态度，但在政府的大力扶持下，1971年的公车专用道总长度猛增到26公里。
1963年，开始有女驾驶员上岗服务。1972年5月开始，巴黎公交车开始配备无线电话，1979年配备完成。1975年公交月票 (也可以是周票) 橘黄卡 (Carte Orange) 的发行使得人们可以乘坐公交车的次数大为增加，相应的，1976年的客流量比1975年飙升了31%，达到6.8亿人次，但此后又有小幅回落。1980年代，受益于RER开通带来的客流增长，公交流量再度回升。
1993年，首条BRT公交线路——马恩河谷快速公交（Trans-Val-de-Marne） 投入使用。

## 路网

### 概述
巴黎公交路网当前包括:
- 巴黎市区公交线路，编号为20~99

- 近郊公交线路，编号为101~499; 其中有部分线路为RATP和其它公司联营。

- 特殊公交线路，比如机场大巴。

- 卫星城公交线路，资金来源于民间。

另外，法兰西岛夜班车 (Noctilien) 中的一些线路亦由RATP运营。

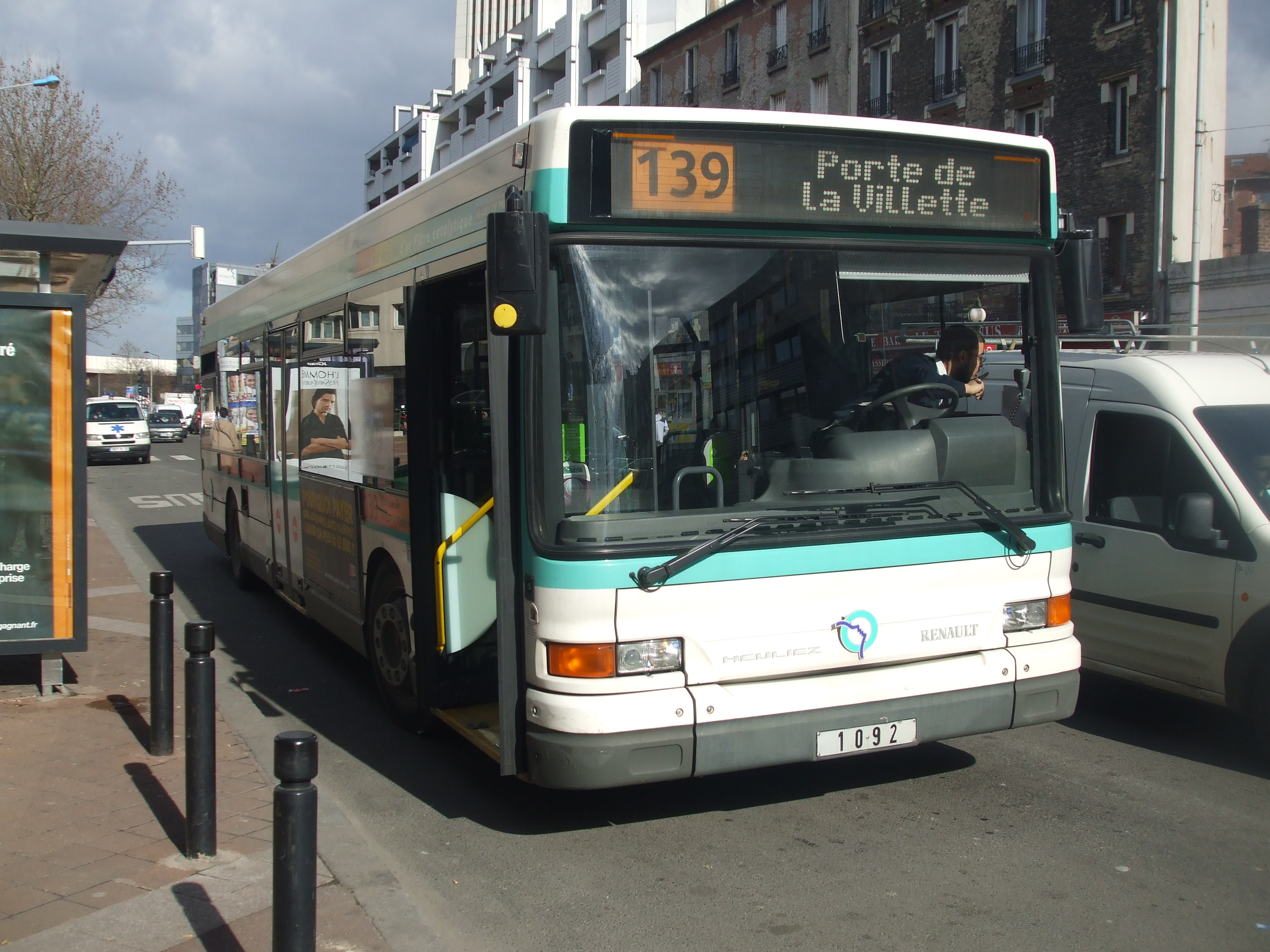
139路公交车

### 市区、近郊和卫星城公交线路
20~99路公交车主要行走巴黎市区，其编号系统有一定规律可循：比如20~29路从圣拉扎尔车站 (Gare de Paris-Saint-Lazare) 发车，40~49路从巴黎北站发车，70~79路从城市中心点 (市政厅一带)发车; 个位数则代表线路方向，比如2代表向右岸西南，5代表向北或东北。
100~199路，200~299路，300~399路行走近郊，不会达到远郊地带。编号系统大体按照东-北-西-南逆时针顺序绕巴黎近郊一圈，比如11X路多开往东郊，而19X路多开往南郊。400~499路大体也按照此规律但线路数量少。
500~599路为卫星城公交线路，其编号系统大体也按照近郊车的规律，并且有不少线路为环线。

### 特殊公交线路

#### 海狸巴士

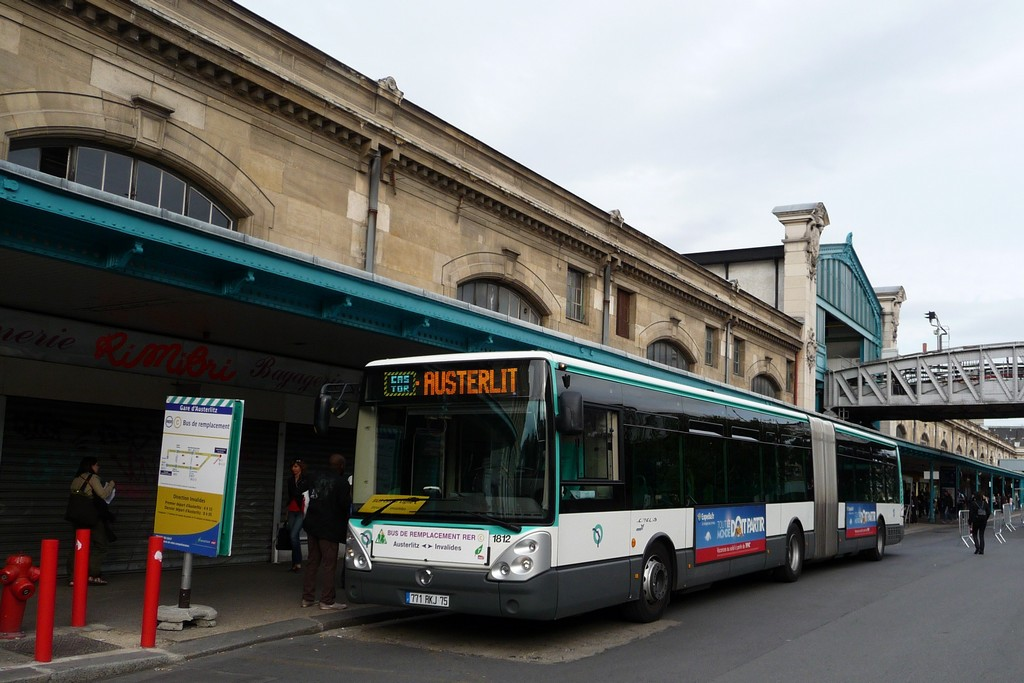
海狸巴士

C线的中心路网设施因年代久远而质素落后，从1996年起，每年夏天运营商法国国家铁路公司 (SNCF) 都要花一个月来对其进行整修，该整修工程又名"海狸大工程" (Grands Travaux Castors)，预计到2024年完成。整修期间，荣军院 (Les Invalides) 和奥斯特里茨车站 (Gare de Paris-Austerlitz) 之间的铁路交通将会中断，相关服务由海狸巴士 (Bus Castor) 替代。
海狸巴士往返于荣军院和奥斯特里茨车站之间，中间停靠巴黎圣母院，奥塞博物馆和法国国民议会等地。高峰期5分钟一班车，低峰期15分钟一班车。

#### 马恩河谷快速公交

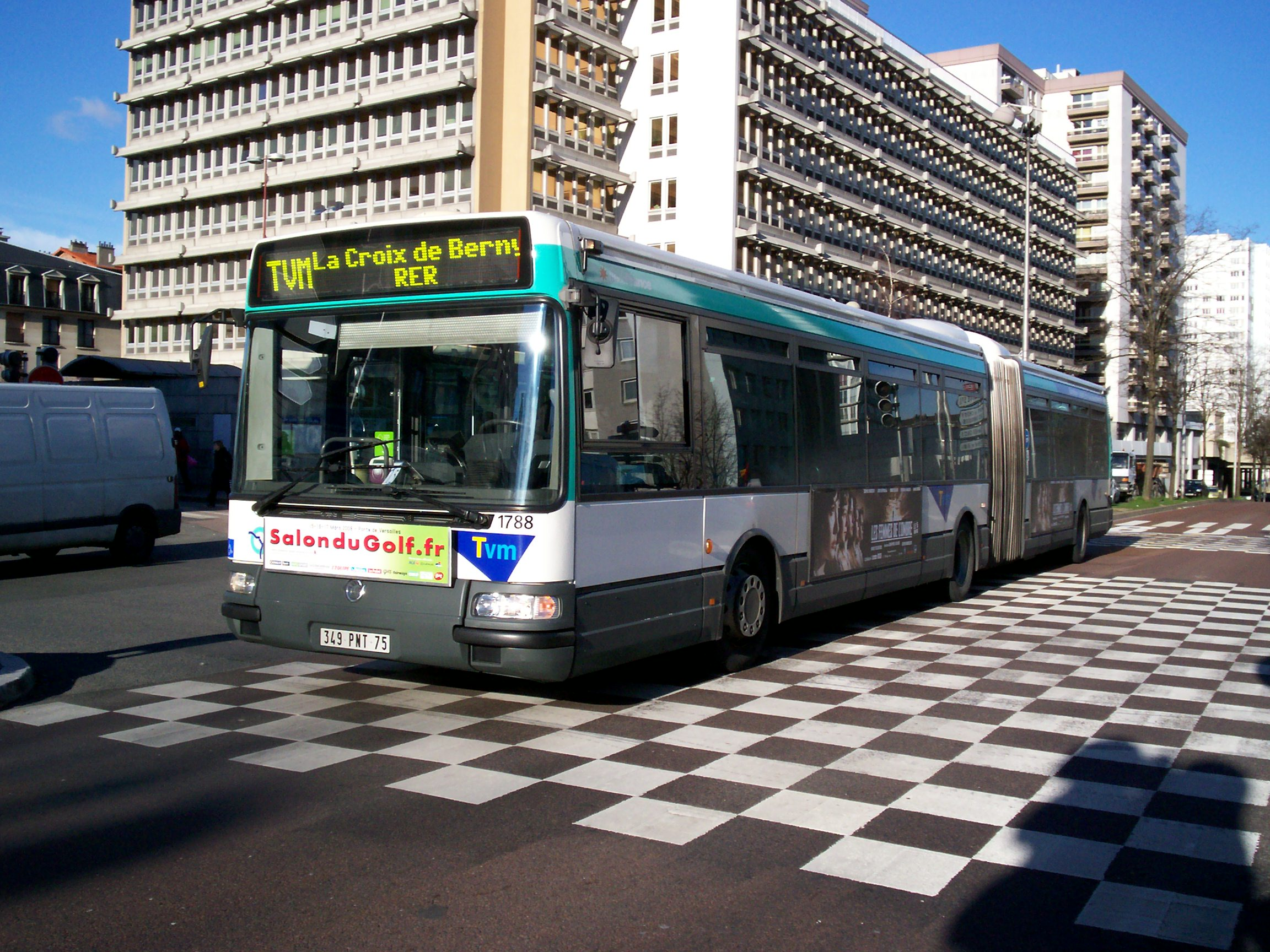
TVM

马恩河谷快速公交通常简称TVM，是一条几乎完全行走公车专用道的BRT线路，于1993年10月1日开通。该线呈东西向贯通马恩河谷省 (Val-de-Marne)，连接RER A线，B线，C线，D线，巴黎地铁8号线和法兰西岛有轨电车7号线， 方便了该省内的通勤往来。目前，该线有31个车站，近20公里路程。虽然这仅是一条公交线路，但其标准和规模已被RATP当做路面电车对待。

#### 戴高乐机场巴士

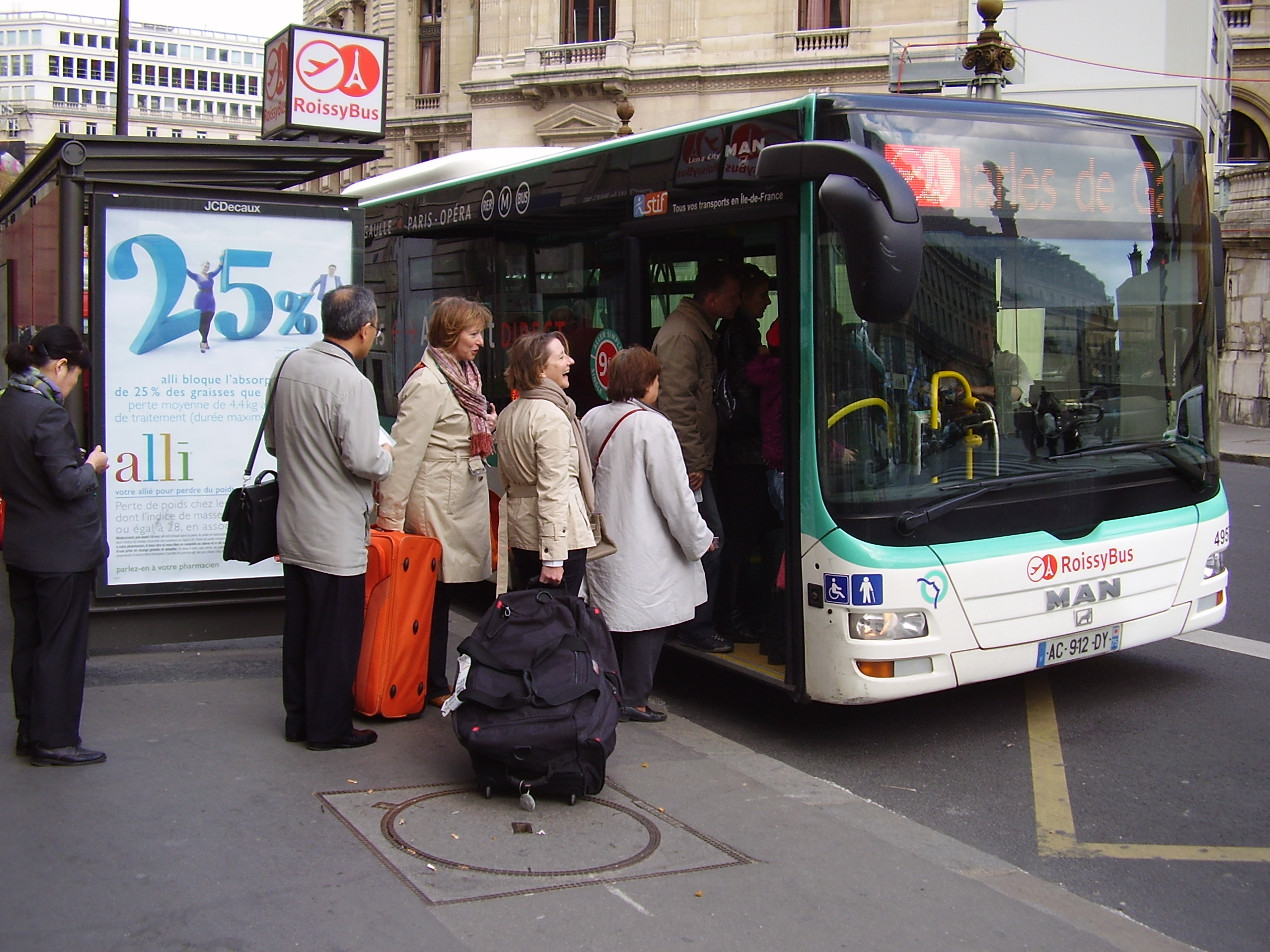
戴高乐机场巴士

戴高乐机场巴士 (RoissyBus) 是一条连接巴黎歌剧院和戴高乐机场三个航站楼的机场公交专线，于1992年12月1日开通运营。线路全长30公里，共计13站，平时白天15分钟一班车，走毕全程需45分钟至1小时。基于机场巴士的特殊性，该线路收费偏高 (9.4欧元)，而一些公交日票也不能使用。

#### 奥利机场巴士

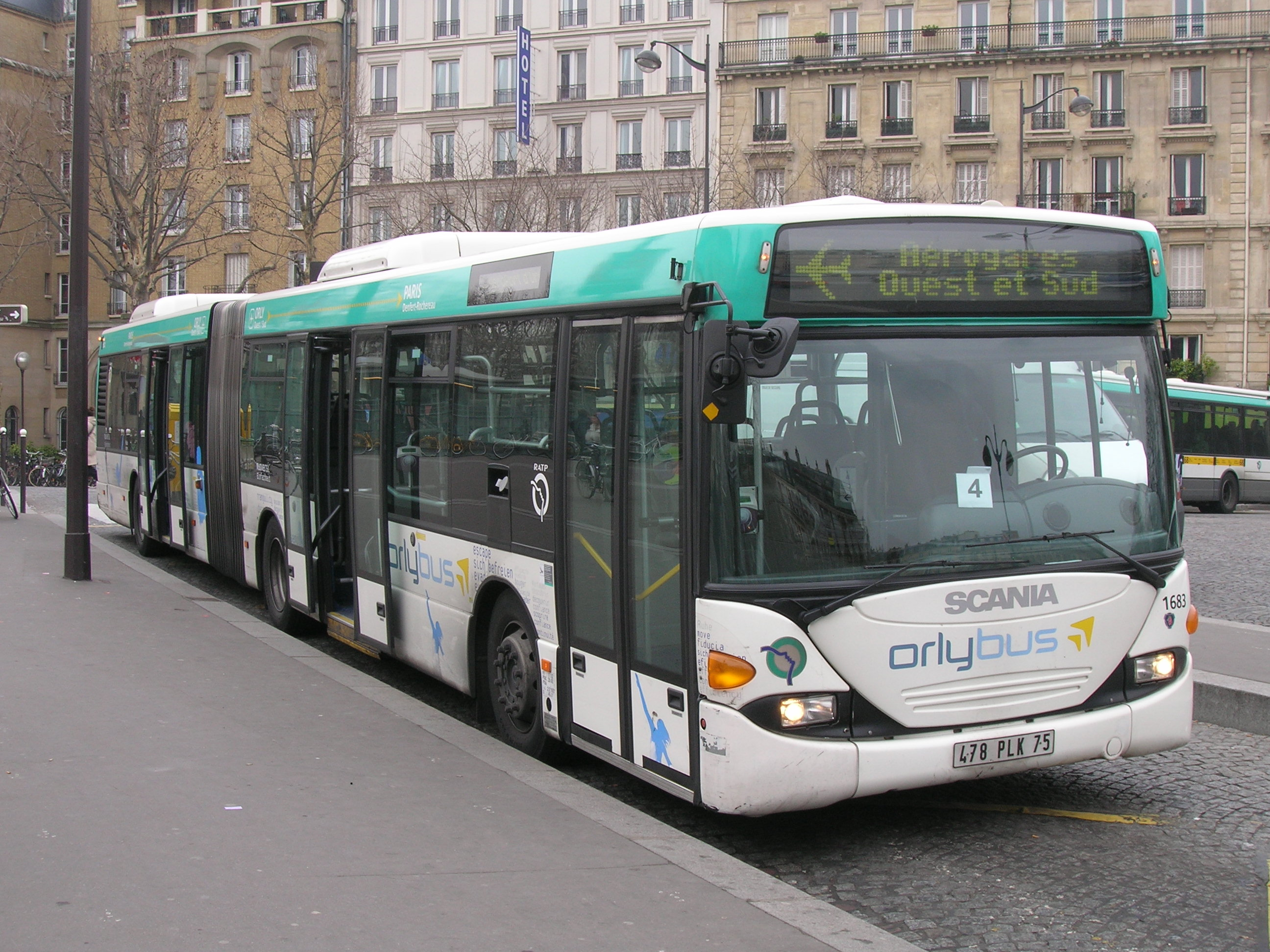
奥利机场巴士

奥利机场巴士 (Orlybus) 是一条连接巴黎丹佛-罗什洛广场 (Place Denfert-Rochereau) 和奥利机场的机场公交专线，于1962年10月1日开通。线路全长13公里，共计10站，平时15~20分钟一班车，走毕全程需要20~30分钟，在星期五，六和节日前夜会延长服务一小时。基于机场巴士的特殊性，该线路收费偏高 (6.6欧元)，而一些公交日票也不能使用。

#### Bala巴士

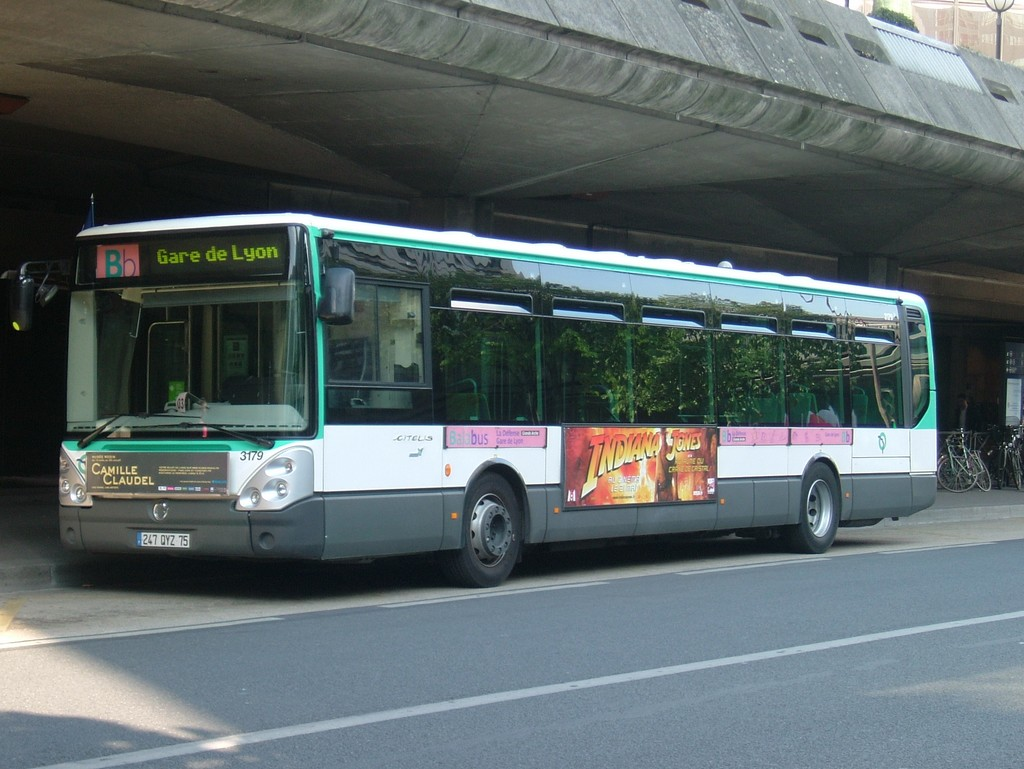
Bala巴士

Bala巴士 (Balabus) 是一条观光巴士线路，连接拉德芳斯 (La Défense) 和里昂车站 (Paris-Gare de Lyon)，并途径塞纳河沿岸的各个景点，于1990年4月15日开通。该线路仅在每年的4月至9月间运行，并且只在节日和周日的下午12时30分至晚间20时运行。

#### 巴黎观光巴士

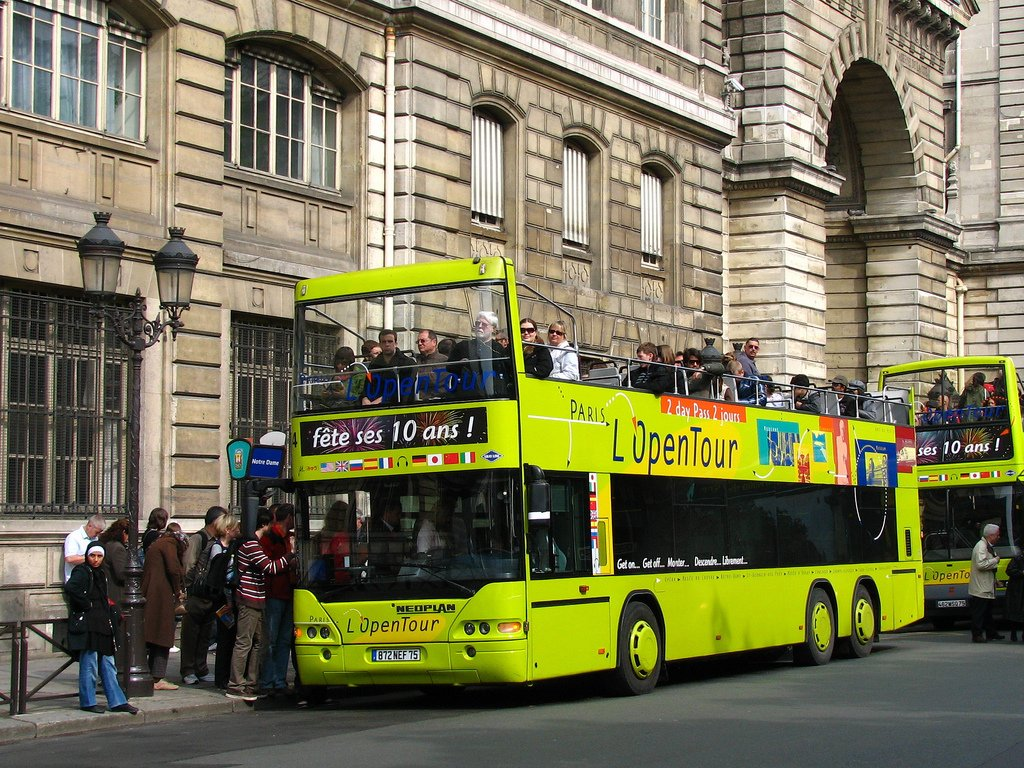
巴黎观光巴士

巴黎观光巴士 (Paris L'OpenTour) 和Balabus类似，不过采用双层巴士，并且是每日白天9时30分至19时 (夏季，冬季为17时30分) 运行。该线呈4个环形，连接巴黎各大主要旅游景点，4个环形各自独立运作，班次频率各不相同，冬季30分钟一班，夏季10~25分钟一班。
巴黎观光巴士票价较为昂贵，单日29欧元，双日32欧元，4~11岁的小童15欧元。不过持该线路观光票的乘客可在有效期内无限次乘搭该线。另外，该线所用的双层巴士配备了语音解说系统，可用10种语言进行景点解说。包括法语，英语，西班牙语，意大利语，葡萄牙语，德语，俄语，捷克语，汉语和日语。

## 车站

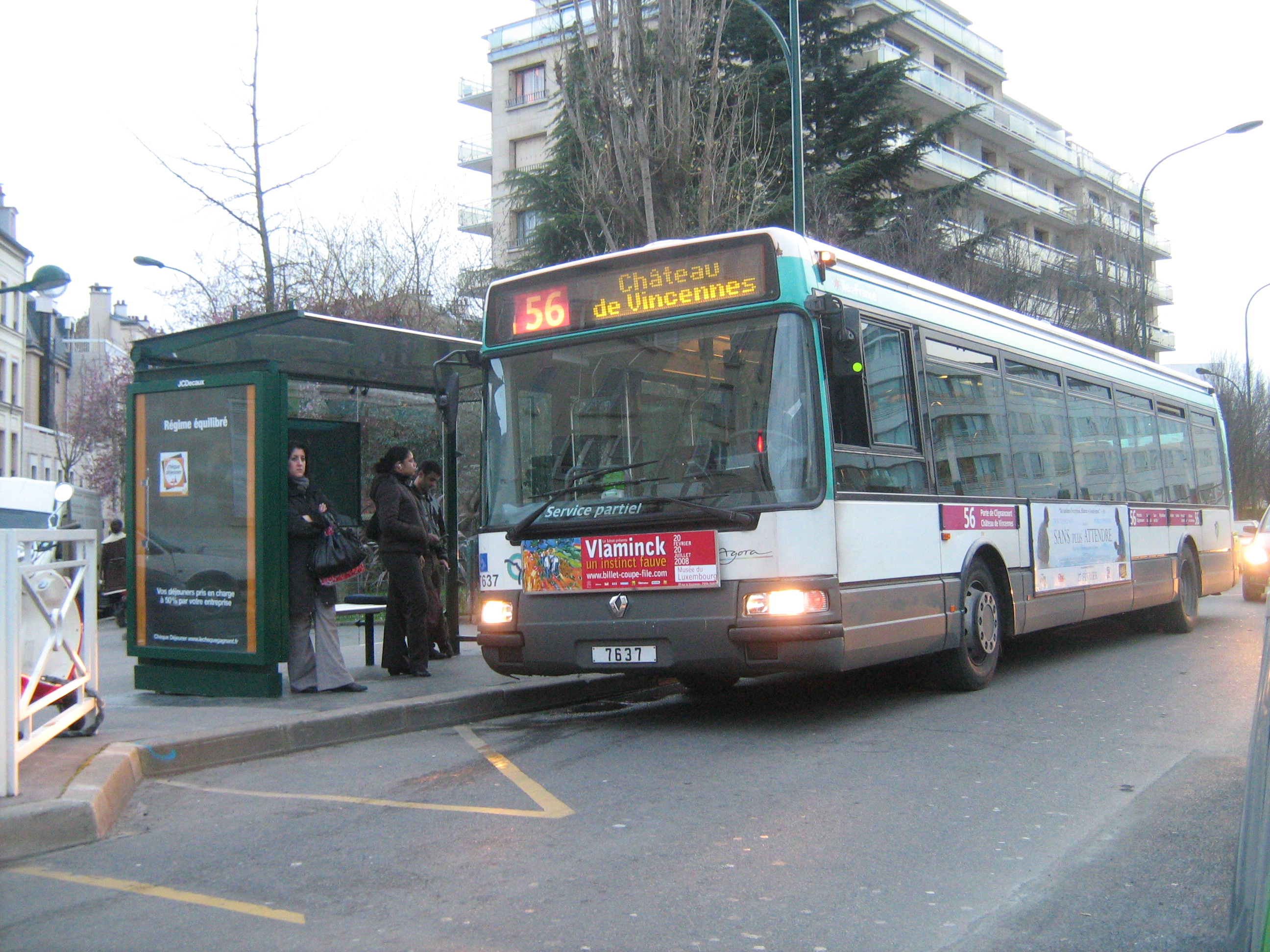
进站的公交车

在1907年之前，巴黎公交并没有固定的中途停靠站，乘客可以随叫随停。但在此之后，随着马车更换为汽车，行驶速度提高，在白天，随叫随停机制被取消，仅在夜间保留，客流量因此有所下降。
1907年之后，公交线路开始有了固定的停靠站，并且安装了站牌，站牌用不锈钢或生铁制成，并且通常是六面体或梯形体，每一面都显示不同的线路。在周边道路状况允许时，那些客流量较大的车站都配备了玻璃外壳站屋，有时站屋还和售票处及办事处相连。随着时间的推移，站牌逐渐改用铝制，站屋也进行了现代化改造并且增强了美感。

## 使用车型
截止至2010年7月10日，巴黎公交路网共有巴士4577辆，其中3863辆标准单节大巴，537辆双节铰接大巴，62辆中巴，103辆小巴和12辆其它类型的巴士。
另外，从2010年1月28日起，STIF，RATP，法兰西岛大区委员会和巴黎市政府开始在巴黎市内60余条公交线路上安装方便轮椅人士设施，此后还将陆续推广到RATP经营的所有线路。
巴黎公交路网目前所使用的巴士型号，数量和制造商如下:

### 标准单节大巴

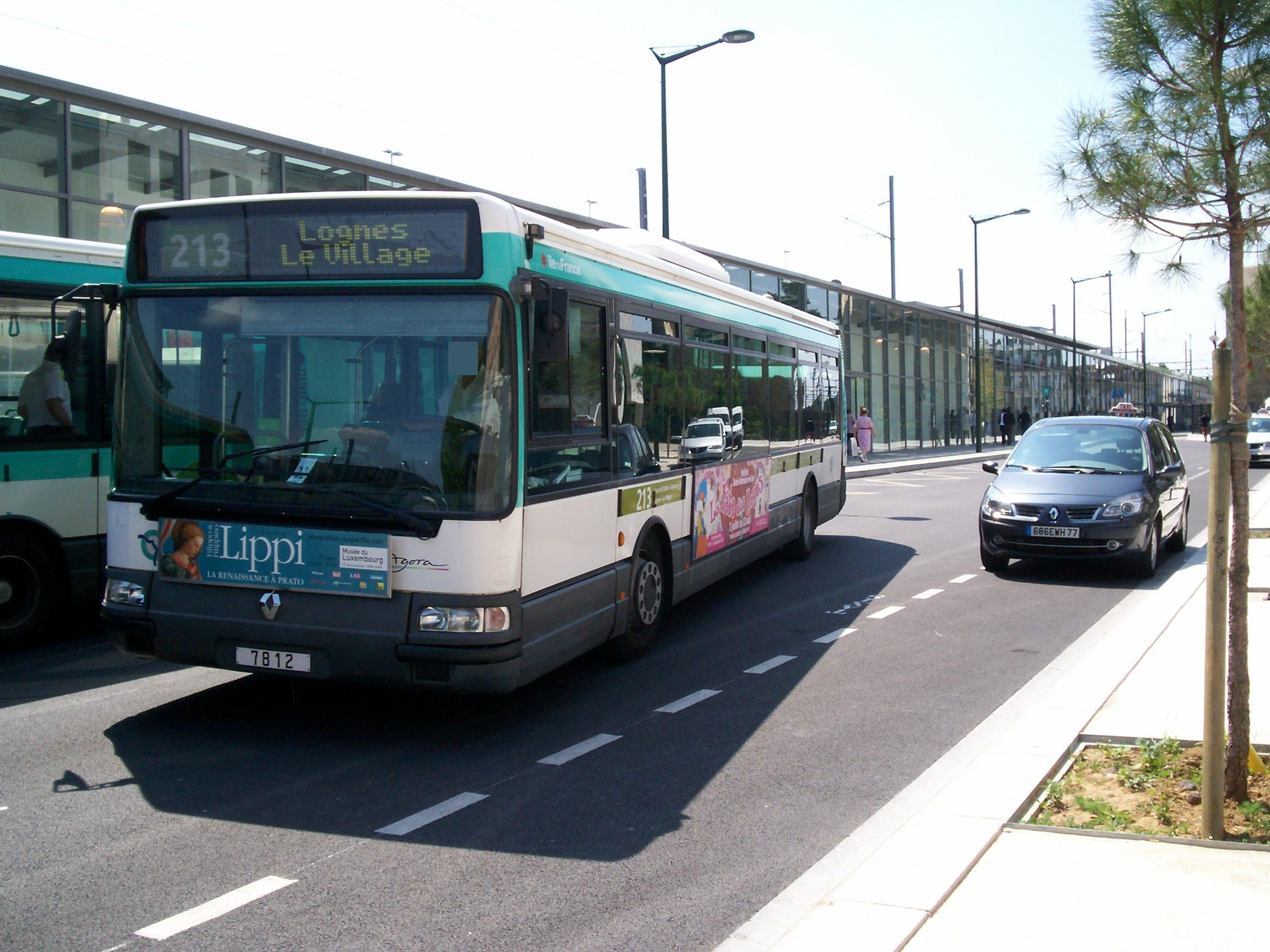
Agora S

| 型号         | 制造商                      | 数量         |
| ------------ | --------------------------- | ------------ |
| Agora S      | Renault (RVI) / Irisbus     | 1643         |
| Agora S GNV  | Renault (RVI) / Irisbus     | 90           |
| Agora Line   | Renault (RVI) / Irisbus     | 417          |
| Citaro       | EvoBus (Mercedes-Benz)      | 68           |
| Citelis 12   | Irisbus                     | 准备交付     |
| Citelis Line | Irisbus                     | 851 正在交付 |
| Citybus      | Renault (RVI) / Heuliez Bus | 123          |
| NL 223       | MAN Nutzfahrzeuge           | 205          |
| Omnicity 12m | Scania                      | 211 正在交付 |
| R 312        | Renault (RVI)               | 255          |

### 双节铰接大巴

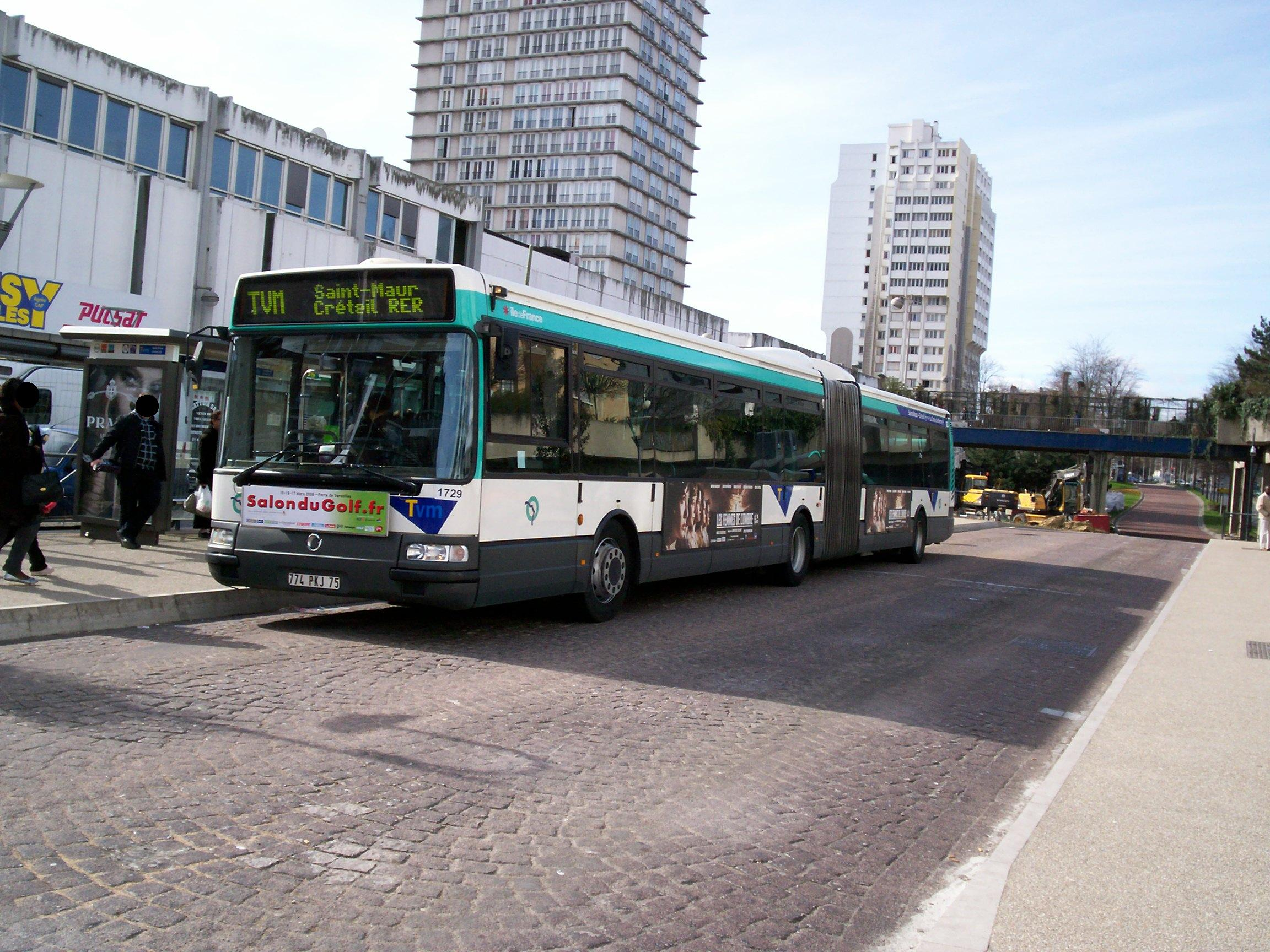
Agora L

| 型号           | 制造商                  | 数量                    |
| -------------- | ----------------------- | ----------------------- |
| Agora L        | Renault (RVI) / Irisbus | 295                     |
| Citelis 18     | Irisbus                 | 84 正在交付             |
| Créalis 18     | Irisbus                 | 2                       |
| Lion's City G  | MAN Nutzfahrzeuge       | 129 正在交付            |
| Lion's City GL | MAN Nutzfahrzeuge       | 16 戴高乐机场巴士专用车 |
| Omnicity 18m   | Scania                  | 11 奥利机场巴士专用车   |

### 中巴

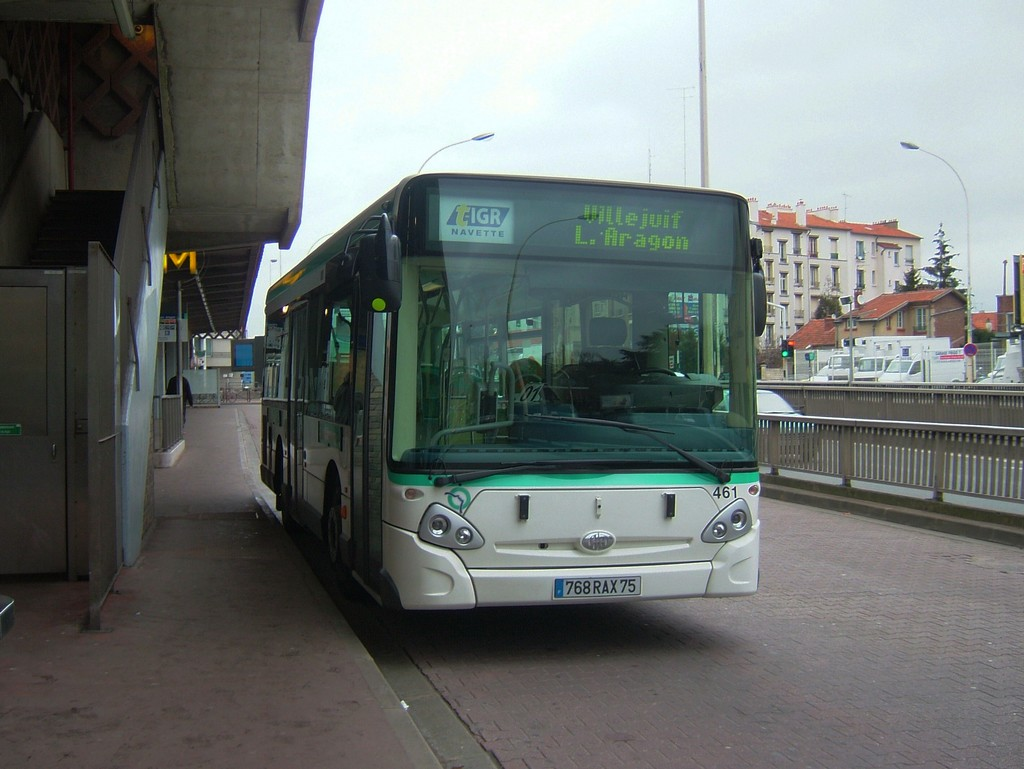
GX127

| 型号    | 制造商      | 数量 |
| ------- | ----------- | ---- |
| GX 77 H | Heuliez Bus | 3    |
| GX 117  | Heuliez Bus | 27   |
| GX 127  | Heuliez Bus | 32   |

### 小巴
| 型号           | 制造商        | 数量 |
| -------------- | ------------- | ---- |
| Gruau Microbus | Gruau         | 45   |
| Oréos 55 E     | Gépébus       | 12   |
| Sprinter       | Mercedes-Benz | 46   |

### 其它
| 型号    | 制造商  | 数量 |
| ------- | ------- | ---- |
| Stylus  | ACEV    | 4    |
| Sampler | FAST    | 1    |
| Master  | Renault | 4    |
| Trafic  | Renault | 3    |